# Julio Silveira
Julio César Silveira Correa (Artigas, 27 de junio de 1953) es un político uruguayo perteneciente al Partido Nacional. Militante del Herrerismo, fue edil Departamental entre los años 1985 y 2000. Integró la Comisión Binacional para el desarrollo de la cuenca del Río Cuareim, (Ministerio de Relaciones Exteriores), entre los años 1995 y 2002. Fue electo diputado por el departamento de Artigas en 1999, asumió la banca por el periodo 2000-2005. 
Es reelecto en el siguiente acto electoral de 2004, pero se postula a intendente del departamento de Artigas en las elecciones municipales de 2005 y resulta elegido, marcando un hito histórico en un departamento donde siempre ganaban los colorados. Ante el panorama de una Intendencia devastada de recursos y con deudas salariales, Silveira asumió el cargo de intendente prometiendo una gestión muy austera. Realizó una acción que permitió la recuperación económica del departamento, además de una importante tarea de obra pública, y acción social. 
Se postuló a la reelección en las elecciones de 2010, no siendo reelecto, a pesar de haber obtenido el mayor nivel de votación individual, entre todos los postulantes, en virtud de que el lema Frente Amplio se impuso al Partido Nacional. 
Fue director del Correo Uruguayo entre 2010 y 2013 y Presidente del Instituto Nacional de Colonización en el año 2020. 